# Gallegos de Argañán
Gallegos de Argañán es un municipio y localidad española de la provincia de Salamanca, en la comunidad autónoma de Castilla y León. Se integra dentro de la comarca de Ciudad Rodrigo y la subcomarca del Campo de Argañán. Pertenece al partido judicial de Ciudad Rodrigo.
Su término municipal está formado por las localidades de Cuéllar, Gallegos de Argañán, Gallimazo, Marialba y Puentecilla, ocupa una superficie total de 47,14 km² y según el padrón municipal elaborado por el INE en el año 2024, cuenta con 264 habitantes.

## Etimología
El nombre de "Gallegos" es un toponímico muy frecuente en lo que es hoy la provincia de Salamanca, posiblemente hace referencia a los pobladores, que en distintas ocasiones, se trajeron a estas tierras oriundos de Galicia: quizás la más importante de estas repoblaciones fue la que hizo el rey leonés Fernando II sobre 1157.
El sobrenombre que los distingue de todos los demás Gallegos, el "argañán" se puede interpretar como procedente de "argana", haciendo alusión a la fertilidad de estas tierras para la producción de los cereales de los que proceden las arganas. En este mismo sentido cerealista, puede proceder de ara-ganan, refiriéndose al mozo de labranza, el ganan que es el que ara y también el que cuida el ganado de labranza.

## Símbolos

### Escudo
El escudo heráldico que representa al municipio fue aprobado con el siguiente blasón:

«El campo de sinople, tres tiendas de campaña de oro bien ordenadas. Va timbrado con la Corona Real Española»

## Historia

### Prehistoria
Los orígenes de Gallegos, históricamente hablando se remontan al neolítico. Debido a la escasez de documentos, no se puede verificar esta hipótesis, si bien, existen hallazgos en sus cercanías —grabados rupestres de Siega Verde, dólmenes de Hurtada, castros vetones, villas romanas— que evidencian la presencia humana en la zona. 

### Época prerromana y romana
Hacia el año 200 antes de Cristo, Aníbal llegó a Salamanca y Toro, explorando la zona y reclutando mercenarios. Desde 154-134 a. C. se extiende la guerra llamada Celtibérico-Lusitana, muy sangrienta para los romanos: comenzó con Publio Cornelio Escipión hasta terminar en Numancia. De esta época puede ser la piedra que se conserva incluida en uno de los contrafuertes de la capilla Mayor de la iglesia parroquial. Esta piedra recuerda un ofrecimiento votivo al dios Júpiter. Situada a una altura aproximada de 2,5 metros, en torno a la octava hilada se aprecia un bloque rectangular con la siguiente inscripción: VITULUS / ARREINI - F / IOVI - SOL / VTORIO / V-S-L-A, cuya traducción es: "Vitulo, hijo de Arreino, cumplió de buen grado el voto que tenía hecho a Júpiter libertador."
La Vettonia era una provincia de la Lusitania y que dependía del convento jurídico de Mérida (Augusta Emerita). Los Vettones (tribu celta) eran los que ocupaban estas tierras. Se extendían en lo que es hoy la provincia de Salamanca, teniendo el río Tormes como límite los Vacceos (Iberos). Estaba en esta época la provincia de Salamanca dividida en tres zonas : Miróbriga (Ciudad Rodrigo), Bletisana (Ledesma) y Salmantica. Esto era más o menos por el año 400 después de Cristo.- Los vettones se dedicaban como principal actividad a la ganadería. (De esta época serían los "Verracos" de los cuales se encuentran por lo menos dos en el pueblo: uno de gran tamaño y muy conservado, que estuvo siempre en la plaza y que fue llevado hace años para el Museo Provincial de Salamanca). Los Vettones aunque principalmente ganaderos, también practicaron la agricultura y se hicieron sedentarios. En lo que hoy se llama finca de Gallimazo, quedan restos de un "Castro" entre el Regajal, monte Zamarreno y río Águeda, se le conoce con nombre de La Plaza.
Es de destacar la existencia en sus cercanías de la villa romana de Saelices el Chico.

### Edad Media

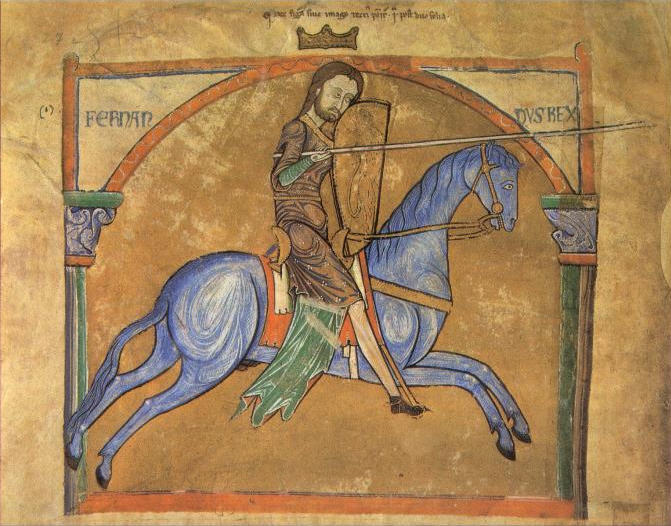
El rey Fernando II de León creó la Diócesis de Ciudad Rodrigo en el, de la que pasó a depender Gallegos de Argañán.

Aunque es sobre el 711 cuando los árabes comienzan a instalarse en al-Ándalus, no es hasta las campañas de Almanzor (977-1002), cuando esta zona es más castigada. Debido a este castigo la zona queda prácticamente despoblada y así figura en el año 1035. 
No obstante, el rey Alfonso III de Asturias aprovechándose de conflictos surgidos entre muladíes y árabes, reconquista y repuebla esta zona en la que aún a pesar de las campañas de Almanzor, quedan ya "núcleos pilotos". Ramiro II de León continúa la repoblación, más afianzada aún por la victoria de Simancas. Estas repoblaciones se efectuaron a base de cántabros y vascos en el sector que ocupaba el condado castellano, y con gallegos, asturianos y leoneses del norte en el territorio propiamente leonés en el que se integraría Gallegos de Argañán, repoblado por gallegos.
De este modo, la fundación de Gallegos de Argañán como localidad se remonta a la repoblación efectuada por los reyes de León en la Edad Media, quedando encuadrado en la diócesis de Ciudad Rodrigo tras su creación por parte del rey Fernando II de León en el siglo XII, dentro de la cual Gallegos pasó a integrar la subdivisión del Campo de Argañán.

### Edad Moderna
Ya en la Edad Moderna, tras el decreto de expulsión de los judíos a finales del siglo XV, Gallegos, por estar situado en el viejo camino de Portugal, fue lugar de paso de muchos judíos expulsados en 1492, que buscaban refugio en Portugal, habiéndose dado asimismo en la localidad, diversas investigaciones por parte de la Inquisición entre sus vecinos. Medio siglo más tarde, en torno a 1540, a mediados del siglo XVI, comenzó la construcción de la iglesia parroquial de Santiago Apóstol, en torno al año 1540, finalizada en la segunda mitad de dicho siglo.
En 1640, con motivo de la guerra de la Independencia Portuguesa, esta zona estuvo semidespoblada durante veintiocho años, hasta la paz firmada por la Reina Doña Mariana, viuda de Felipe IV. En esta área fronteriza se suceden las guerras por motivos dinásticos y en 1704 vuelve a estar semidespoblada durante diez años, hasta firmar la paz con el Tratado de Versalles. De forma posterior a estas guerras, en torno al año 1760, comenzó la construcción de la ermita del Santo Cristo de la Exaltación en la localidad.

### Edad Contemporánea

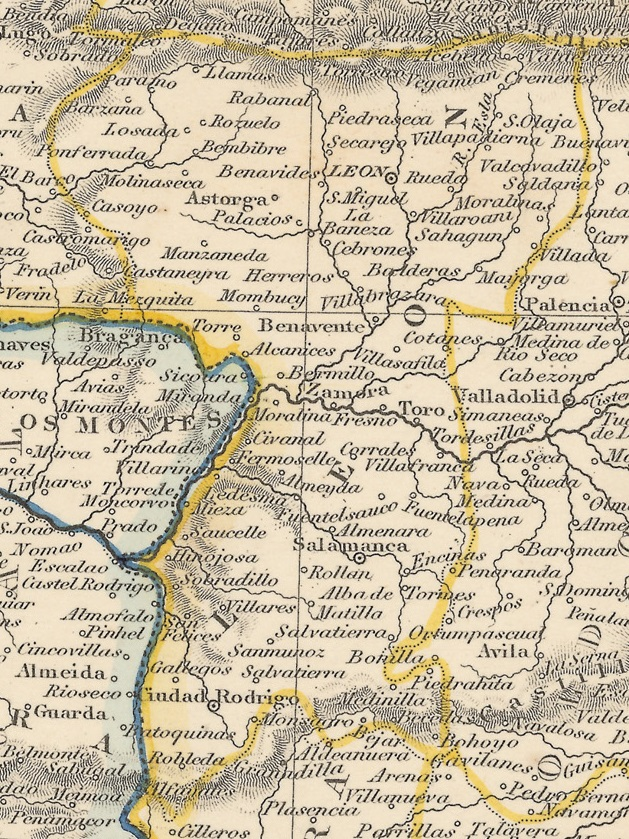
Detalle del mapa Spain and Portugal, realizado en 1850 por J. Dower, en el que se puede apreciar Gallegos de Argañán.

De la guerra de la Independencia hay muchas cosas escritas, así en el libro de Donald D. Horward, titulado Ciudad Rodrigo y Almeida, dos asedios análogos: 1810, se habla con profusión de Gallegos. El pueblo sufrió los efectos devastadores de toda guerra. Tropas inglesas y aliadas al mando del general Craufurd tienen su cuartel general en Gallegos. Hay movimientos y escaramuzas contra los franceses intentando detener su avance hacia Almeida, finalmente se produce el llamado "Combate de Gallegos" en el que los ingleses tienen que retirarse hacia Portugal.
Los franceses permanecen en el pueblo hasta que, reunidos tres mil hombres, parten a la conquista del "Fuerte de la Concepción ", en Aldea del Obispo. Rendido el fuerte y conquistada Almeida, siguen los franceses por Portugal, hasta que, derrotados en la línea defensiva de Torres Vedras, inician su retirada otra vez hacia España: vuelven a pasar por Gallegos los ingleses con el general Wellington, que acude en ayuda de Ciudad Rodrigo. En el asedio de la ciudad muere el general Craufurd. Durante este período, la iglesia y la ermita fueron cuarteles y almacenes de víveres y municiones.
Con la creación de las actuales provincias en 1833, Gallegos de Argañán quedó encuadrado en la provincia de Salamanca, dentro de la Región Leonesa.
Finalmente, ya en el siglo XX, la guerra civil española afectó de manera indirecta a la localidad, ya que, aunque no estuvo en frente de guerra, sí envió a la batalla a un centenar de hombres, falleciendo diez de ellos en el transcurso de la misma.

## Geografía humana

### Demografía
Cuenta con una población de 264 habitantes (INE 2024).
| Gráfica de evolución demográfica de Gallegos de Argañán entre 1842 y 2021                                                                                                |
| |
| Población de derecho según los censos de población del INE Población de hecho según los censos de población del INEEn este censo se denominaba Gallegos de Ormañán: 1842 |

Según el Instituto Nacional de Estadística, Gallegos tenía, a 31 de diciembre de 2018, una población total de 280 habitantes, de los cuales 140 eran hombres y 140 mujeres. Respecto al año 2000, el censo refleja 415 habitantes, de los cuales 218 eran hombres y 197 mujeres. Por lo tanto, la pérdida de población en el municipio para el periodo 2000-2018 ha sido de 135 habitantes, un 33% de descenso.
El municipio se divide en cinco núcleos de población. De los 280 habitantes que poseía el municipio en 2019, Gallegos de Argañán contaba con 271, de los cuales 137 eran hombres y 134 mujeres, Cuéllar contaba con 8, de los cuales 2 eran hombres y 6 mujeres, y Marialba con 1, de los cuales 1 eran hombres y 0. Gallimazo y Puentecilla no tienen registro.

## Monumentos y lugares de interés

### Iglesia parroquial
El visitante que acceda a Gallegos, por cualquiera de sus diferentes entradas, podrá contemplar, en primer lugar, la iglesia parroquial de Gallegos de Argañán, dedicada a Santiago Apóstol, construida a mediados del siglo XVI, sobre el año 1540, de estilos gótico final y renacentista, cuya particularidad arquitectónica, con aspecto exterior austero y fuerte, sirvió de modelo defensivo en los conflictos bélicos frente al invasor. Fue construida en dos etapas sucesivas, apreciándose en su exterior la unión de ambas fases. La primera corresponde a la capilla Mayor, que se construyó en la primera mitad del siglo XVI sobre el año 1540, mientras que la segunda fase se realizó en la segunda mitad de dicho siglo.
Resta describir la inscripción , cronológicamente romana, que se encuentra empotrada en uno de los estribos de la capilla mayor, cuyo texto visible: Vitulus/Arreini. f/Iovi. Sol/Vitorio/V. S. L. A., cuya traducción es: "Vitulo, hijo de Arreino, cumplió de buen grado el voto que tenía hecho, a Jupiter Libertador".

### Ermita del Santo Cristo de la Exaltación
Siguiendo, con los monumentos de carácter religioso, debemos contemplar la ermita dedicada al Sto. Cristo de la Exaltación, con un gran número de devotos, considerándose por sus grandes dimensiones asimilada a una iglesia. Se acomete su actual construcción a mediados del siglo XVIII e inaugurada en 1770. Es la típica iglesia de cruz latina, con cinco bóvedas apoyadas en un friso, que rodea toda la ermita. La del crucero remata en cúpula sin linterna, los arcos apoyan en columnas de sillería con zócalos y contrafuertes exteriores, cinco amplios ventanales y dos ojos de buey en el presbiterio, sacristía adosada y también con bóveda, portada exterior en sillería de granito labrada y espadaña para campana. En 1860 se dotó a la ermita de un pórtico, que lo forman tres arcos y bóveda. En el frente del pórtico hay una piedra con una inscripción que dice Este pórtico se hizo a expensas de la Cofradía del Santo Cristo de la Exaltación, que aquí se venera, e indica la fecha 9-10-1860.

### Museo etnográfico
Sin salir del casco urbano, planteamos al viajero dirigirse al Museo Etnográfico de "Aperos de Labranza", ubicado en un aula de las antiguas escuelas, en la planta baja de la casa consistorial, en el que unos podrán rememorar y otros conocer cada uno de los utensilios tradicionales de los labriegos.

### Castro

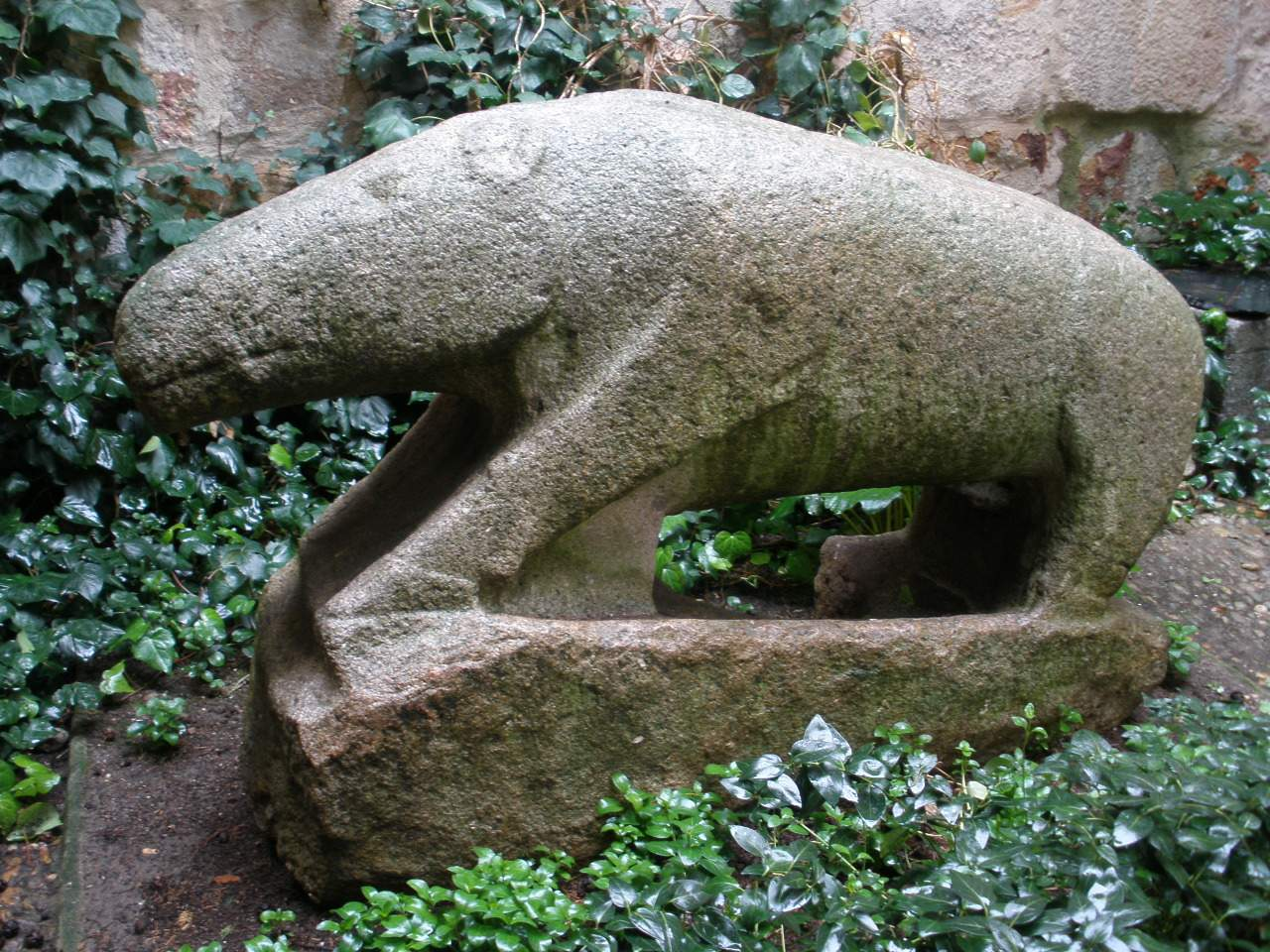
Verraco de Gallegos de Argañán, ubicado en el Museo de Salamanca, que podría estar relacionado con el Castro de La Plaza.

Aconsejamos al visitante conocer el Castro conocido como "La Plaza" que se localiza en el extremo nororiental de su término municipal. El lugar se encuentra topográficamente muy bien ubicado desde el punto de vista defensivo. Se trata de un cerro limitado al este por el propio río Águeda, al norte con la rivera de Sexmiro y al Sur por un arroyo tributario del Águeda. Con esta ubicación tan solo tiene que tener defensas artificiales en su flaco occidental, como así ocurre, al presentar restos defensivos que forman parte de la muralla que rodea el asentamiento, por el lado occidental y meridional. El sistema de amurallamiento está formado por una muralla compuesta de mampostería en seco, que en algunas zonas aparece ligeramente ataludada. La puerta de entrada está realizada en esviaje y de dos bastiones semicirculares, así como de un campo de piedras hincadas. Coincidiendo con las zonas de amurallamiento, se observan restos de un foso; en algunas partes, sobre todo al del castro, se ve una doble línea de foso. El enclave corresponde a un castro ocupado durante la Edad de Hierro y el periodo romano.
Existen esculturas zoomorfas del municipio, el verraco conservado en el Museo Provincial de Salamanca, fue hallado en un solar del municipio y estuvo situado hasta su cesión en la plaza de la Localidad, se trata de un jabalí realizado sobre piedra granítica y encuadrado dentro de la tipología 1 b, con unas dimensiones de 198x90x60 cm. El segundo verraco podría estar relacionado con el yacimiento del "Castro de la Plaza", de tipo indeterminado, realizado sobre granito, se encuentra actualmente en la Casa de la Cultura de Ciudad Rodrigo.

### Puentes
Saliendo por el antiguo camino de Ciudad Rodrigo, el viajero puede contemplar dos puentes:
El primero de ellos, próximo al municipio, está construido con una perfecta cantería, todos sus elementos originales pueden identificarse perfectamente, sus arcos equilibrados, reforzados con unos espectaculares tajamares y espolones en forma de huso, sus pretiles con bolardos en las embocaduras, nos hablan de un maestro, que conocedor de las innovaciones técnicas que se estaban llevando a cabo en el siglo XVII, supo aplicarlas con gran maestría y sensibilidad.
El segundo de los puentes se levanta entre las fincas de Marialba y la Puentecilla, en un paraje agreste y solitario lleno de encanto, sobre la rivera de Azaba, poco antes de que esta se una al río Águeda. Está construido en torno al siglo XVII, aunque se viera transformado a lo largo de los siglos posteriores. Estas modificaciones quedan patentes al realizar una observación detenida de sus estructura: lienzos recrecidos, mamposterías de diferente calidad, alternando con fragmentos de cantería. Aunque lo más curioso es el diferente diseño de los tajamares, que incluyen algunos en huso, típicos del siglo XVII, junto a otros angulares con remate escalonados, más propios de fechas anteriores. Su tamaño considerable, con tres arcos de medio punto desiguales, y sus pretiles, embocaduras y desagües, completan la riqueza arquitectónica de esta importante obra civil.

## Cultura

### Fiestas
Reyes
Cada año se celebra la tradicional cabalganta, paseándose los reyes a caballo por las calles hasta llegar a la plaza donde alrededor de una hoguera se reparten los regalos a pequeños y mayores.
San Sebastián
Se celebra el 20 de enero.
Fiesta de Las Águedas
Esta fiesta se celebra el día de las mujeres, en honor a Santa Águeda. El día de celebración es el 5 de febrero. Se eligen 2 mayordomas encargadas de servir durante todo un año a la santa, las mayordomas son "echadas" es decir designadas por olbigación por las mayordomas del año anterior.
Semana Santa
Durante el triduo pascual se procesionan varias imágenes que se guardan en la ermita. La soledad y el nazareno recorren las calles en procesiones y viacrucis.El miércoles santo se trasladan ambas imágenes a la iglesia. El viernes por la mañana se procesiona al nazareno en viacrucis, por la noche se procesiona a la virgen de la Soledad.
EL domingo de Pascua se celebra la procesión del encuentro en la que las mujeres portan a la virgen por un lado de la iglesia y los niños portan a una imagen del niño Jesús por el otro lado. En el momento del encuentro se retira el velo negro a la virgen y se lanzan caramelos al replique de campanas. Posteriormente se come el hornazo en el campo disfrutando, comiendo en las dehesas del pueblo.
Romería
Es la fiesta grande del pueblo, se celebra el día 26 de abril en honor al Santo Cristo de la Exaltación, extendiéndose las celebraciones durante 3-4 días. El día 26 se celebra la santa misa en la ermita y durante los días de romería se suceden las verbenas, charangas....
El ambiente taurino es importante celebrándose capeas y encierros a pie y a caballo que reúnen cada año a miles de personas de toda la comarca.
Santa Cruz
Se celebra el 3 de mayo después de la romería, este día se eligen los nuevos mayordomos del cristo en una misa a la que asiste la cofradía.
Bendición de campos
Tradicionalmente se ha celebrado el día 9 de mayo aunque los actuales sacerdotes han decidido cambiar la tradición cambiando el día de celebración. Se procesiona a San Isidro bendiciéndose los campos.
 San Juan 
Como en muchos puntos de la geografía española se enciende hogueras
Ofrenda de la Virgen
Se celebra el día 15 de agosto, la virgen está asistida durante todo el año por una mayordoma y 4 madrinas, además de esta fiesta, se celebran fiestas en honor a la virgen del rosario los días 2 de febrero (las candelas) y 7 de octubre (el rosario)
Ofrenda del cristo
Se celebra el día 14 de septiembre, procesionando el cristo en la que los vecinos ofrecen fanegas de trigo en forma de puja para introducir el cristo en la ermita, y desarrollándose una misa en la ermita

## Galleguinos ilustres
- Fray Juan de Albín, vivió en la segunda mitad del siglo XVIII, tomó el hábito de San Francisco en el Convento de Ciudad Rodrigo y fue nombrado con posterioridad Padre General de los Franciscanos.

## Administración y política
| Partido político                         | 2019  | 2019  | 2019       | 2015  | 2015  | 2015       | 2011  | 2011  | 2011       | 2007  | 2007  | 2007       | 2003  | 2003  | 2003       |
| Partido político                         | %     | Votos | Concejales | %     | Votos | Concejales | %     | Votos | Concejales | %     | Votos | Concejales | %     | Votos | Concejales |
| Partido Popular (PP)                     | 50,74 | 103   | 4          | 55,19 | 117   | 4          | 55,42 | 138   | 4          | 40,22 | 109   | 3          | 38,27 | 106   | 3          |
| Partido Socialista Obrero Español (PSOE) | 47,78 | 97    | 3          | 42,92 | 91    | 3          | 33,33 | 83    | 2          | 38,75 | 105   | 3          | 58,84 | 163   | 4          |
| Coalición SI por Salamanca (SI)          | —     | —     | —          | —     | —     | —          | 11,24 | 28    | 1          | —     | —     | —          | —     | —     | —          |
| Unión del Pueblo Salmantino (UPSa)       | —     | —     | —          | —     | —     | —          | —     | —     | —          | 20,30 | 55    | 1          | —     | —     | —          |